# Varga Erzsébet (gyógyszerész)
Varga Erzsébet (Kovászna, 1966. április 6.) erdélyi magyar gyógyszerész, gyógyszerészeti szakíró.

## Életútja
Középiskoláit szülővárosában végezte (1984); 1990–95 között a marosvásárhelyi MOGYE Gyógyszerészeti Karán szerzett diplomát, Bukarestben gyógyszerészi szakvizsgát tett (1997), közben 1996-tól doktorandusz a MOGYE Gyógyszerészeti Fakultásán. Doktori disszertációját, amelyben az élesztőből nyert gyógyhatású készítményeket vizsgálta, 2001-ben védte meg. Közben 1998–99-ben az MTA Bolyai János ösztöndíjasa volt.
1995-ben néhány hónapig a marosvásárhelyi Galenus Gyógyszertárban gyógyszerész, 1996–98 között gyakorló szakgyógyszerész a Maros Megyei Kórháznál, 2001-től tanársegéd a MOGYE Farmakológia és Fitokémia Tanszékén, 2003-tól a Farmakognózia Tanszék adjunktusa.

## Szakírói munkássága
Első szakközleménye a marosvásárhelyi Tudományos Diákkonferencia kötetében, 1995-ben jelent meg; a továbbiakat – többnyire társszerzőkkel – az Acta Alimentaria, Acta Microbiologica et Immunologica Hungarica, Acta Phytoterapica Romanica, Note Botanice, Orvosi és Gyógyszerészeti Szemle, Olaj, Szappan, Kozmetika, Revista de Medicină şi Farmacie folyóiratok, továbbá az EME Orvostudományi Értesítője, a Marosvásárhelyi Tudományos Diákkonferencia kötetei és több bel- és külföldi konferencia: a Mikrobiológiai Kongresszus (Budapest, 1995), Fitoterápiai Konferencia (Iaşi, 1996), Etnomedicina Szimpózium (Marosvásárhely, 1997), a XI. és XII. Román Nemzeti Gyógyszerészeti Kongresszus (Iaşi 1998, Bukarest, 2002), a Magyar Mikrobiológiai Társaság Kongresszusa (Balatonfüred, 2003), a XI. Magyar Gyógynövény Konferencia (Dobogókő, 2004), stb. kiadványa közölte.

## Kötete
- Vitaminele şi mineralele. Elementele esenţiale ale vieţii (társszerzők Vajda Ibolya Erika és Mezei Tibor László, Marosvásárhely, 2006).